# Ralph il lupo all'attacco
Ralph il lupo all'attacco (Sheep, Dog 'n' Wolf), pubblicato come Looney Tunes: Sheep Raider in Nord America, è un videogioco a piattaforme e stealth per la console PlayStation e il sistema operativo Microsoft Windows, uscito nel 2001, sviluppato da Infogrames Lyon House. 
Il gioco è basato sui cartoni animati di Ralph il Lupo e Sam Canepastore. Nei panni di Ralph, il gioco deve rubare delle pecore da sotto il naso di Sam mentre naviga attraverso una serie di livelli, di cui due segreti e uno bonus.
Il gioco è stato accolto con recensioni miste-positive al lancio.

## Trama
Dopo l'ennesimo tentativo fallito di rubare le pecore dal gregge di Sam, Ralph torna a casa a riposarsi. Tuttavia, arriva il presentatore televisivo Daffy Duck che nomina Ralph nuovo concorrente del gioco Ralph il lupo all'attacco, il cui scopo è quello di rubare le pecore superando alcuni ostacoli. Durante lo spettacolo Ralph incontrerà alcuni famosi personaggi della Looney Tunes come Marvin il Marziano, Porky Pig, Taddeo, Yosemite Sam, Gossamer, il Toro e Beep Beep. 
Durante la proclamazione di Ralph come vincitore per aver sottratto l'intero gregge, irrompe proprio Marvin il Marziano che si lamenta del fatto che la pecora lanciata in cielo per vincere una delle sfide è arrivata sul Pianeta X, rovinando un suo esperimento e portando allo spargimento dei marziani per tutto il pianeta. Così Marvin prende Ralph con la forza e lo conduce al Pianeta X, incaricandolo di recuperare tutti i marziani. 
Una volta superata anche questa sfida, Ralph viene mandato a casa da Marvin insieme alla pecora che ha rovinato l'esperimento, la quale si rivela essere Sam in persona. Mentre Sam sta per picchiarlo, suona la sveglia e Ralph si sveglia dal sonno, scoprendo che in realtà si trattava solo di un sogno. Visibilmente deluso, esce di casa per tentare l'ennesimo furto ai danni di Sam.

## Modalità di gioco
L'obiettivo di ogni livello consiste nel rubare un certo numero di pecore senza che Sam se ne accorga e portarle all'interno di zona segnata. Il gioco prevede l'utilizzo di alcuni gadget ACME che possono essere ordinati tramite una cassetta della posta, mentre altri, invece, si trovano direttamente sul posto. Quando si è nelle vicinanze di Sam, spunta un'icona sullo schermo che indica in quale direzione sta guardando. L'icona può essere di tre colori: verde, quando Sam non è in grado né di vedere né di sentire Ralph; arancione, quando Sam non può vedere Ralph ma può sentirlo se fa troppo rumore; rossa, quando Ralph viene scoperto: in questo caso Sam lo inseguirà fino a afferrarlo, a meno che Ralph non sfugga dalla zona. Sam, inoltre, diventerà più veloce ad ogni livello. Durante il gioco sono anche presenti degli orologi che renderanno disponibili alcuni bonus. 
Nel livello 10 bisogna sconfiggere un boss per completare il livello. Ralph, oltre a camminare e sempre utilizzando i comandi insegnati da Daffy Duck, può correre quando deve scappare o da Sam o da un toro che appare in diversi livelli. Può anche nuotare nei fiumi o eventualmente nei laghi che si trovano in alcuni livelli, e può nuotare in superficie o immergersi e nuotare sott'acqua.

## Personaggi

### Principali
- Ralph il Lupo: Ralph è il personaggio controllato dal giocatore come da protagonista. È il cugino di un altro noto cacciatore della Warner Bros. e dei Looney Tunes, Willy il Coyote (noto per i suoi piani falliti di mangiare il corridore della strada velocista Beep Beep). È un lupo altrettanto determinato e sfortunato che da anni tenta di rubare le pecore dal gregge di Sam, ma senza successo.

- Sam Canepastore: Antagonista principale del gioco, Sam è un enorme cane posto a difesa del gregge. Caratterizzato da un ciuffo che gli copre gli occhi, è estremamente calmo, freddo, composto, astuto, leale e protettivo. Tuttavia, non appena scorge una minaccia per il suo gregge, se ne sbarazza immediatamente sferrando potenti pugni.

- Daffy Duck: È il conduttore dello show al quale Ralph partecipa. Il suo compito nei vari livelli è quello di dare consigli a Ralph su come terminare il livello e in alcuni ha un ruolo attivo per completarlo.

- Marvin il Marziano: Alieno della saga dei Looney Tunes, coinvolge Ralph nella missione finale nello spazio dove il lupo dovrà recuperare gli alieni verdi che ha perso per un imprevisto causato da una delle pecore catturate. È accompagnato dal suo fedele cane spaziale K9.

### Secondari
- Porky Pig: Compare nel primo livello in veste di contadino e dà a Ralph le prime spiegazioni sull'utilizzo della lattuga.

- Gossamer: Boss che si trova nel decimo livello. È un grosso mostro rosso e peloso che compare per due volte: la prima per sbeffeggiarsi di Ralph, la seconda per vendicarsi del suo famigerato incontro con Toro. È l'unico boss del gioco.

- Beep Beep: l'uccello preda del cugino di Ralph Willy il Coyote. Non influisce sullo svolgimento della trama, ma compare nel quattordicesimo livello e nel tutorial.

- Taddeo: Cacciatore alla ricerca di anatre o conigli in base al cartello. Compare nel nono livello.

- Yosemite Sam: Pirata dal grilletto veloce e in cerca d'oro. Compare nel tredicesimo livello.

- Toro: Toro dormiente che si infuria se viene svegliato.

## Sviluppo
Ralph il lupo all'attacco è stato annunciato per la prima volta da Infogrames nel gennaio 2001. Il gioco, sotto licenza Warner Bros., è stato sviluppato da Infogrames Lyon House. Herve Sliwa, uno dei game designer principali del gioco, ha affermato durante un'intervista tenutasi il 31 gennaio 2001 che il team di sviluppo è "in fase beta" e che il videogioco sarebbe stato completato nel febbraio successivo. Sempre in tale occasione ha annunciato la sua data di uscita, il 23 maggio 2001, e ha fornito ulteriori dettagli riguardo all'universo in cui sarebbe stato ambientato il gioco. Successivamente è stato pubblicato in Nord America con il titolo Looney Tunes: Sheep Raider nell'ottobre 2001. Una versione demo scaricabile gratuitamente per PC è stata resa disponibile online il 26 agosto 2001 e presentava un singolo livello e un tutorial. Il porting per Windows è stato quindi commercializzato un mese dopo, il 14 settembre in Europa.
Il gioco è stato sviluppato dal team tecnico di Lyon House, studio di sviluppo interno fino al 2002 della filiale Infogrames, con sede a Lione, in Francia. Il gioco è stato mostrato in anteprima durante l'E3 2001 tenutosi a Los Angeles, negli Stati Uniti, insieme ad altri videogiochi tra cui Alone in the Dark: The New Nightmare e Civilization III. La colonna sonora presenta generalmente musiche di sottofondo classiche e disco-funk composte da Eric Casper, a cui si aggiungono i classici effetti sonori tipici dei cortometraggi dei Looney Tunes. Il doppiaggio italiano presenta lo stesso cast di doppiatori impiegato per i Looney Tunes a partire dalla metà degli anni '90. Le ambientazioni del gioco si ispirano a quelle dei cortometraggi dei Looney Tunes e presentano scenari piuttosto aperti e lineari che variano tra prati e deserti e sono stati progettati per favorire la riflessione del giocatore mentre è impegnato a risolvere i vari enigmi.

## Accoglienza
| Testata                            | Versione | Giudizio |
| ---------------------------------- | -------- | -------- |
| Metacritic (media al 03-01-2024)   | PS       | 72/100   |
| GameRankings (media al 09-12-2019) | PS       | 73,04%   |
| GameRankings (media al 09-12-2019) | PC       | 75,00%   |
| AllGame                            | PS       | 3.5/5    |
| Game Informer                      | PS       | 7.25/10  |
| GameRevolution                     | PS       | B        |
| GameZone                           | PS       | 8/10     |
| IGN                                | PS       | 8/10     |
| Official U.S. PlayStation Magazine | PS       | 2.5/5    |

Il gioco è stato accolto con recensioni miste-positive al lancio; sull'aggregatore di recensioni Metacritic la versione per PlayStation ha un punteggio del 72/100 mentre su GameRankings quest'ultima ha il 73,04% invece la versione per Windows il 75,00%.
Jon Thompson di AllGame ha elogiato la grafica definendola impressionante per aver preso uno stile visivo distinto dai cartoni animati originali, trovando le meccaniche stealth divertenti ma ha criticato la colonna sonora ritenendola fuori posto. In conclusione ha considerato Ralph il lupo all'attacco un gioco interessante e creativo che i fan della Warner Bros. avrebbero sicuramente apprezzato, anche se data la sua natura lineare, una volta completato non si avrebbe avuto motivo di rigiocarlo. Secondo Game Informer il gioco presentava alcuni problemi grafici, ma si distingueva per l'ottima implementazione di una dinamica di risoluzione degli enigmi unica nel gameplay convenzionale azione/piattaforme, risultando inoltre divertente.
Secondo Ben Silverman di GameRevolution, il gioco era un divertente e utile diversivo per i possessori di PSX che si trovavano ad affrontare una scarsa offerta di nuovi titoli al momento del suo lancio. Silverman lo ha consigliato come una buona opzione da prendere in considerazione. Secondo Frank Provo di GameSpot Ralph il lupo all'attacco era meglio lasciarlo al suo pubblico di riferimento, i bambini. Nonostante l'incapacità del gioco di tenere il passo con la concorrenza, la presentazione complessiva era così affascinante e spensierata che era difficile lamentarsi dei suoi sfortunati difetti.
Michael Lafferty di GameZone lo ha descritto come un gioco che non si prende troppo sul serio, offrendo battute che prendono in giro i personaggi dei Looney Tunes e uno stile di animazione che trasferisce i cartoni animati sulla propria console. I fan dei cartoni animati dei Looney Tunes lo avrebbero apprezzato in quanto gli avrebbe portato alla mente bei ricordi e tanto divertimento. Hilary Goldstein di IGN lo ha definito un buon titolo da acquistare, soprattutto se si ama i Looney Tunes. Il gioco era notevolmente limitato dalla sua struttura lineare, il che avrebbe portato l'utente a non rigiocarlo una seconda volta, tuttavia regala molte risate ed è molto divertente da giocare. Il più grande difetto del gioco è l'impossibilità di poter scegliere gli oggetti ACME per creare le proprie strategie per rapire le pecore, finendo per essere limitati a seguire il capriccio del designer. Grazie a un po' di varietà, ci sarebbe stato motivo di tornare a rigiocare il titolo in questione più di una volta. Goldstein ha criticato anche lo squilibrio del livello di difficoltà, ritenendo che quasi tutti i livelli mantengono la medesima, fatta eccezione quando si deve affrontare Gossamer. Nonostante questi difetti, la redattrice ha reputato il gioco molto divertente nonché uno dei migliori titoli per PS giocati in quel periodo. Un redattore di Multiplayer.it, trattando la versione per Windows, ha reputato il gioco molto valido in quanto è riuscito a trarre da una licenza vincente gli spunti necessari per intrattenere a lungo, con simpatia e un mondo colorato, considerandolo un acquisto quasi obbligato per gli amanti dei rompicapo che non si prendono troppo sul serio.